# Instruktor (czasopismo ZHP)
„Instruktor” – miesięcznik wydawany od 2013 przez Chorągiew Stołeczną Związku Harcerstwa Polskiego. Zajmuje się bieżącymi sprawami chorągwi.